# 埃特里库尔-马南库尔
埃特里库尔-马南库尔（法語：Étricourt-Manancourt，法語發音：[etʁikuʁ manɑ̃kuʁ]）是法国上法蘭西大區索姆省的一个市镇，属于佩罗讷区。该市镇于1790-1794年间由埃特里库尔（Étricourt）和马南库尔（Manancourt）合并而成。

## 地理
埃特里库尔-马南库尔（50°2'4"N, 2°59'7"E）面积11.02 平方千米，位于法国上法蘭西大區索姆省，该省份为法国北部沿海省份，北起加来海峡省和北部省，西接滨海塞纳省和大西洋英吉利海峡，南至瓦兹省，东临埃纳省。
与埃特里库尔-马南库尔接壤的市镇（或旧市镇、城区）包括：莱谢勒、伊特尔、埃康库尔、梅尼勒昂纳鲁艾斯、穆瓦兰、尼尔吕。

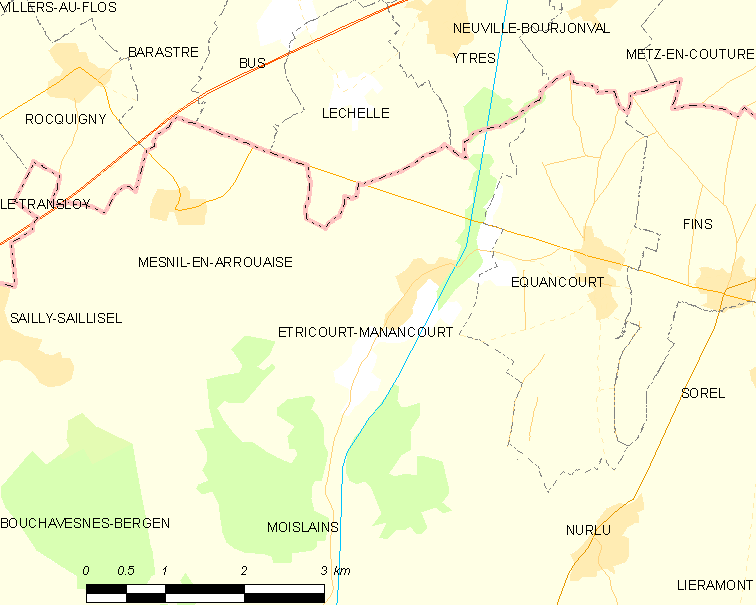
埃特里库尔-马南库尔的OSM定位图

埃特里库尔-马南库尔的时区为UTC+01:00、UTC+02:00（夏令时）。

## 行政
埃特里库尔-马南库尔的邮政编码为80360，INSEE市镇编码为80298。

## 政治
埃特里库尔-马南库尔所属的省级选区为佩罗讷县。

## 人口

1962-2008年间埃特里库尔-马南库尔人口变化图示

埃特里库尔-马南库尔于2022年1月1日时的人口数量为525人。